# Monodora myristica
Monodora myristica là loài thực vật có hoa thuộc họ Na. Loài này được (Gaertn.) Dunal mô tả khoa học đầu tiên năm 1817.

## Hình ảnh

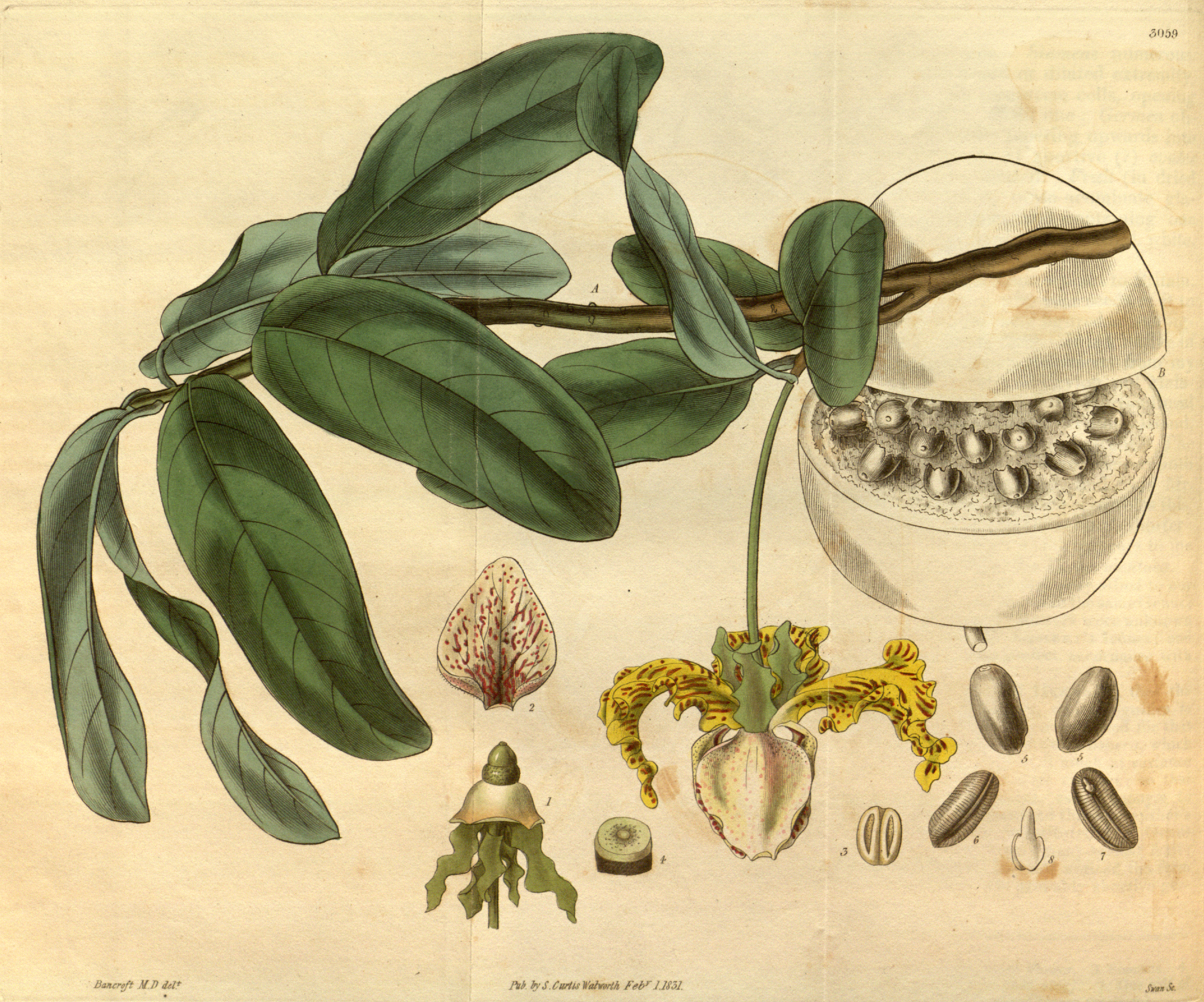